# Romos
Romos (deutsch Rumes, siebenbürgisch-sächsisch Rumess, ungarisch Romosz) ist eine Gemeinde im Kreis Hunedoara in der Region Siebenbürgen in Rumänien.
Der Ort ist auch unter den deutschen Bezeichnungen Rumessdorf, Romos und Rams und der ungarischen Szászromosz bekannt.

## Geographische Lage

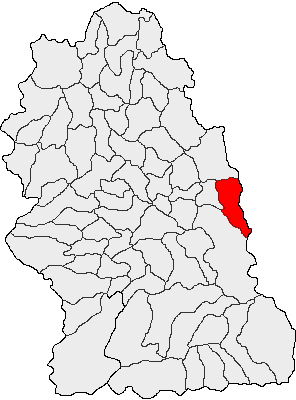
Lage der Gemeinde Romos im Kreis Hunedoara

Die Gemeinde Romos liegt im Süden des Siebenbürgischen Beckens nördlich vom Șureanu-Gebirge (Mühlbacher Gebirge) im sogenannten Unterwald des Altlandes im historischen Brooser Stuhl. Am Bach Romoș – einem linken Zufluss des Mureș (Mieresch) – und der Kreisstraße (drum județean) DJ 705G, etwa fünf Kilometer südlich der Europastraße 68, befindet sich der Ort ca. 12 Kilometer östlich von der Kleinstadt Orăștie (Broos); die Kreishauptstadt Deva (Diemrich) liegt 39 Kilometer westlich von Romos entfernt.

## Geschichte
Der Ort Romos wurde vermutlich im 12. Jahrhundert von Siebenbürger Sachsen gegründet und erstmals 1206 unter der Bezeichnung Rams, gemeinsam mit den zwei Orten bei Alba Iulia Crapundorph und Karako (heute Ighiu und Cricău) urkundlich erwähnt. Es ist sehr wahrscheinlich, dass die drei Orte mit dem Salzhandel auf dem Mureș etwas zu tun hatten. Dass der Ort von Siebenbürger Sachsen gegründet wurde, wird durch die 1206 dokumentierte Tatsache bekräftigt, dass die primi hospites regni, die ersten westlichen Eingeladenen des ungarischen Königreiches unter Andreas II. Siedler waren, die Saxones genannt wurden.
Nach Berichten von J. M. Ackner (1856), N. Densușianu, G. Téglás u. a. wurden auf dem Areal des Ortes archäologische Funde gemacht, welche der Bronzezeit zugeordnet wurden. Unter den Funden waren ein „goldener Pflug“ und andere goldene Gegenstände in Form von landwirtschaftlichen Geräten. Ein „bronzener Wagen“ befindet sich heute in Wien. Des Weiteren wurden auch Funde gemacht, welche der Römerzeit zugeordnet wurden.
Der Ort ist auch bekannt durch den „Rumeser Student“ – ein Student des Brooser Gymnasiums –, welcher nach der Eroberung Mühlbachs (zu Beginn der Türkenkriege) in türkische Gefangenschaft geriet. Er verfasste eine Beschreibung der türkischen Bräuche und Sitten. Es ist das erste bekannte Buch eines siebenbürgischen Autors.
Die Bewohner leben heute vorwiegend von der Viehzucht (vorwiegend Rinder und Schafe) und der Landwirtschaft.

## Bevölkerung
Während der „Transmigration“ wurden zwischen 1734 und 1776 etwa 550 Landler aus Oberösterreich, Kärnten und der Steiermark in Rumes angesiedelt. Das war eine der höchsten Zahlen angesiedelter Landler in Siebenbürgen.
Bei der Volkszählung 1850 lebten auf dem Gebiet der heutigen Gemeinde 5187 Menschen. 4653 davon waren Rumänen, vier Ungarn, 291 Deutsche und 239 Roma. Die höchste Einwohnerzahl (5251) – und gleichzeitig die der Rumänen (4896) und die der Ungarn (19) – wurde 1910 erreicht. Die höchste Anzahl der Deutschen und die der Roma wurde 1850 gezählt. Darüber hinaus bezeichneten sich 1910 19 und 2002 zwei als Ukrainer, 1910, 1930 und 1992 je einer als Serbe und 1956 einer als Slowake. 2002 lebten in der Gemeinde Romos 2855 Menschen, davon waren 2734 Rumänen, acht Ungarn, 26 Deutsche, 80 Roma, zwei Ukrainer und fünf andere.
Nach der Revolution von 1989 wanderte etwa die Hälfte der Rumäniendeutschen aus Romos aus; 2010 lebten hier noch 20 Rumäniendeutsche.

## Sehenswürdigkeiten
- Die evangelische Kirche,[12] Anfang des 13. Jahrhunderts auf einer Erhebung des Ortes errichtet,[4][13] wurde 2008–2009 zum Teil renoviert, zuletzt das Dach des Turms komplett erneuert.[14][15]
- Das evangelische Pfarrhaus, im 17. Jahrhundert errichtet (mit einem unterirdischen Bunker), steht unter Denkmalschutz.[16]
- Die orthodoxe Kirche, 1905 errichtet.
- Das ethnographische Dorfmuseum, wurde 1978 von Ioan Rentea eingerichtet.[8]

## Persönlichkeiten
- Der „Rumeser Student“, (nach unterschiedlichen Angaben) nach mündlicher Überlieferung Johannes Kloor[17] oder Christian Cloos[18] genannt, geriet 1438 in türkische Gefangenschaft und wurde verschleppt. Nach zwanzig Jahren türkischer Sklaverei entkommen, schrieb er in Rom den berühmten Traktat De ritiu et moribus Turcorum („Erfahrungen von den Sitten der Türken“). 1480 unter „Chronica und Beschreibung der Türkey“ in Urach gedruckt, wurde 1530 auch von Luther aufgelegt und empfohlen; das Türkenbüchlein genannt.[4]
- Niculae Stăncioiu (1939–1995),[19] hier geboren, war ein renommierter Kardiologe Rumäniens.[18]